# Gare d'Aroostook
La gare d'Aroostook à Aroostook, au Nouveau-Brunswick, est à la fois un site historique provincial et une gare patrimoniale. C'est un édifice en bois construit en 1906. 

## Situation ferroviaire
Aroostook était situé à la jonction des chemins de fer Aroostook Valley (AVR) et New Brunswick (NBR). 

## Histoire

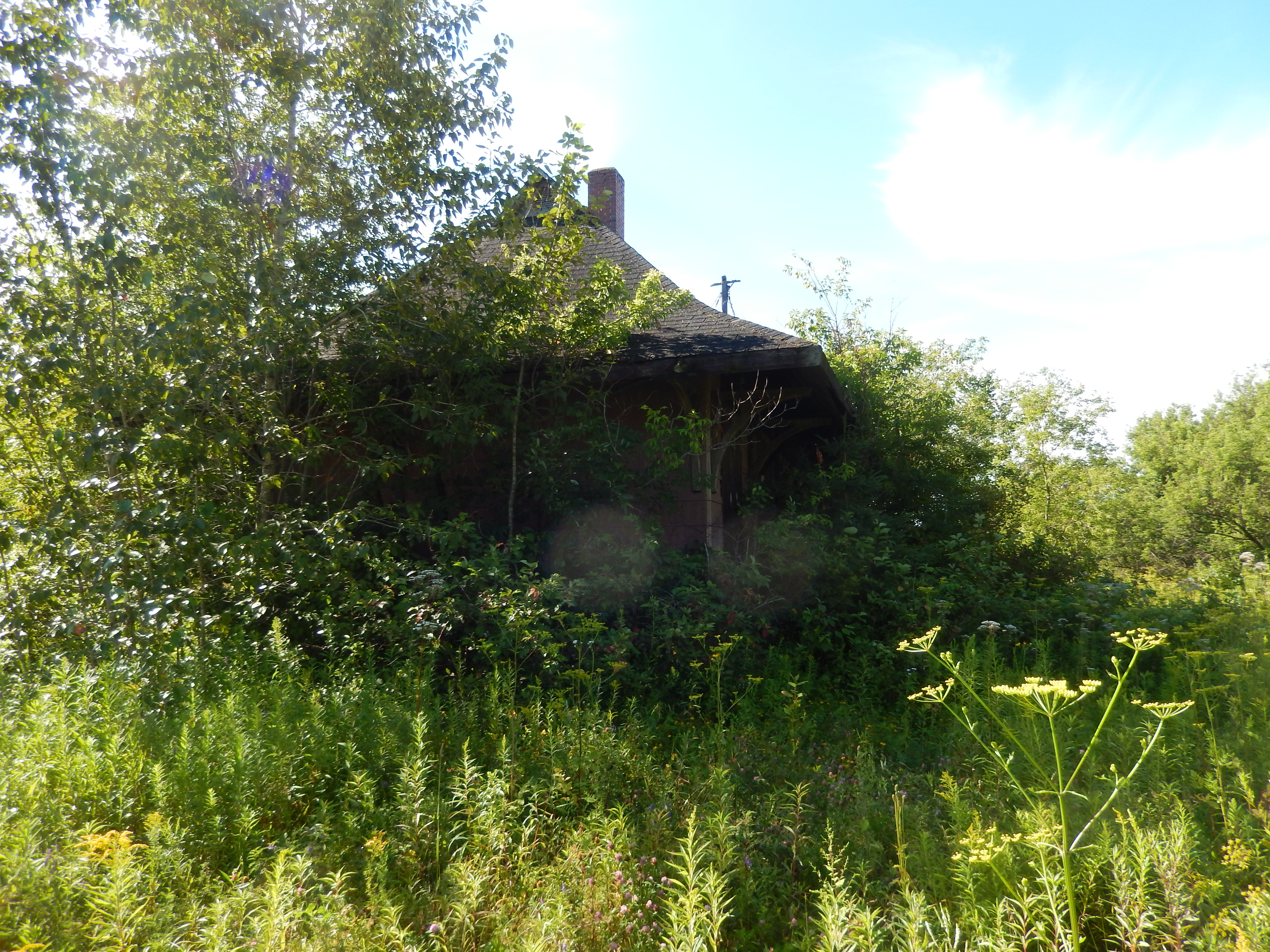
La gare en 2017.

Après l'achat du NBR, le Canadien Pacifique décida d'améliorer les installations à Aroostook et d'en faire une localité de limite divisionnaire. Le service a été interrompu dans les années 1980 et le dépôt et la plaque tournante ont aujourd'hui disparu. L'édifice est présentement laissé à l'abandon mais n'a pas subi de dégâts importants,.